# Eupithecia caburgua
Eupithecia caburgua es una especie de polilla de la familia Geometridae. La especie fue descrita por primera vez por András Mátyás Vojnits habiendo sido descrita en 1992, con distribución en Chile. El holotipo de la especie fue descrita en los alrededores del lago Caburgua, de ahí su nombre.

## Distribución
Se encuentra en las regiones de Santiago (Provincia de Santiago), Araucanía (Provincia de Cautín) y Los Lagos (Provincia de Osorno) en Chile. El hábitat está formado por las provincias bióticas del Valle Central, el Bosque Valdiviano Norte y el Bosque Valdiviano.

## Descripción
La longitud de las alas anteriores es de aproximadamente 8,5 a 9 mm en las hembras. Las alas anteriores son de color marrón grisáceo oscuro, con escamas grises, marrones y negras grisáceas, y escamas de color marrón rojizo opaco en el área media, a lo largo de la vena cubital y en las terminaciones de las venas. Las alas traseras son de color gris pálido, con escamas de color marrón y marrón negruzco distalmente y a lo largo del margen anal. Se han registrado adultos volando en octubre, enero y febrero.